# Chantal Akerman
Chantal Anne Akerman, född 6 juni 1950 i Bryssel i Belgien, död 5 oktober 2015 i Paris i Frankrike, var en belgisk filmregissör, manusförfattare och artist. Hon är känd för sin dekonstruktivistiska stil och pessimistiska humor. Hon anses ha varit banbrytande inom feministisk film. Hennes filmer handlar ofta om hennes observationer av identitet, sexualitet och politik. Hon anses som en av Europas produktiva auteurfilmskapare.

## Starten
Akerman blev intresserad av att göra film när hon femton år gammal såg Jean-Luc Godards Tokstollen. Hon var självlärd som regissör. Hon gick ett kort tag på en filmskola, men hoppade av efter tre månader. År 1968, när hon var arton år, var det premiär för hennes första film, kortfilmen Saute ma ville.

## New York
År 1971 flyttade Akerman till New York tillsammans med Samy Szlingerbaum. Hon besökte ofta Anthology Film Archives och satte sig där in i amerikansk experimentfilm. Hon fascinerades speciellt av Michael Snow, Andy Warhol, Stan Brakhage och Jonas Mekas, men gillade även Robert Bresson, Friedrich Wilhelm Murnau och Yasujirō Ozu. Med liknande grepp – långsamma sekvenser, knappt någon dialog, tomma utrymmen och symmetri – utforskade hennes filmer företeelser som tidsresor och rituella beteenden.

## Privatliv
Akermans familj var polska judar och hennes mor överlevde Auschwitz. Akerman hade en syster, Sylviane. Akerman begick självmord 2015 i Paris.

## Filmer i urval
- ’’Saute ma ville’’ (1968)
- ’’L’enfant aimé ou Je joue à être une femme mariée’’ (1971)
- ’’La chambre’’ (1972)
- ’’Hotel Monterey’’ (1973, hennes första långfilm)
- ’’Hanging Out Yonkers’’ (1973)
- ’’Les grands-mères’’ (1973)
- ’’Le 15/8’’ (1973, regisserad tillsammans med Samy Szlingerbaum)
- ’’Je, tu, il, elle’’ (1974)
- ’’Jeanne Dielman, 23, quai du Commerce, 1080 Bruxelles’’ (1975)
- ’’News from Home’’ (1977)
- ’’Annas möten’’ (Les Rendez-vous d’Anna, 1978)
- ’’Aujourd’hui, dis-moi, dis-moi’’ (1980)
- ’’Un jour Pina a demandé…’’ (1982)
- ’’Hôtel des Acacias’’ (1982)
- ’’Toute une nuit’’ (1982)
- ’’Les Annees 80’’ (1983)
- ’’L’homme à la valise’’ (1983)
- ’’Lettre d’une cinéaste: Chantal Akerman’’ (1984)
- ’’J’ai faim, j’ai froid’’ (1984)
- ’’New York, New York bis’’ (1984)
- ’’Family Business’’ (1984)
- ’’Letters home’’ (1986)
- ’’Rue Mallet-Stevens’’ (1986)
- ’’Le marteau’’ (1986)
- ’’Portrait d’une paresseuse / Le Journal d’une paresseuse’’ (1986)
- ’’Golden Eighties’’ (1986)
- ’’Histories d’Amérique: Food, Family and Philosophy’’ (1988)
- ’’Les Trois Dernieres Sonates de Franz Schubert’’ (1990)
- ’’Contre l’oubli: Pour Febe Elisabeth Velasquez’’ (1991)
- ’’Nuit et Jour’’ (1991)
- ’’Le Déménagement’’ (1992)
- ’’Portrait d’une jeune fille de la fin des annees 80’’ (1993)
- ’’D’Est’’ (1993)
- ’’Portrait d’une jeune fille de la fin des annees 60 à Bruxelles’’ (1994)
- ’’Det bor en fransk kvinna i min lägenhet’’ (Un divan à New York, 1996)
- ’’Chantal Akerman par Chantal Akerman’’ (1996)
- ’’Sud’’ (1998)
- ’’La Captive’’ (2000)
- ’’De l’autre côté’’ (2001)
- ’’Demain on déménage’’ (2003)
- La Folie Almayer (2007)
- No Home Movie (2015)